# Vương Lâm
Vương Lâm (chữ Hán: 王琳, 526 – 573) là tướng lãnh nhà Lương và nhà Bắc Tề thời Nam Bắc triều trong lịch sử Trung Quốc.

## Xuất thân
Lâm tự Tử Hành, người huyện Cối Kê, quận Sơn Âm . Cha là Vương Hiển Tự, được làm Thường thị của Tương Đông vương quốc. Lâm vốn là binh sĩ, nhờ chị em gái được Tương Đông vương Tiêu Dịch sủng ái, nên ông dù chưa trưởng thành đã được ở bên cạnh Dịch. Lâm chuộng võ nghệ, bèn trở thành võ quan.

## Tham gia dẹp loạn Hầu Cảnh
Năm Thái Thanh thứ 2 (548), Hầu Cảnh nổi loạn, Tiêu Dịch sai Lâm hiến vạn thạch gạo. Chưa đến nơi, kinh đô thất thủ, Lâm bèn dìm gạo xuống sông, đi thuyền nhẹ quay về. Lâm dần được thăng đến Nhạc Dương nội sử, nhờ quân công được phong Kiến Ninh huyện hầu. Năm Đại Bảo đầu tiên (550), Tiêu Dịch đổi quận Nghi Đô làm Nghi Châu, lấy Lâm làm thứ sử.
Năm Đại Bảo thứ 2 (551), Tiêu Dịch lấy Vương Tăng Biện làm Đại đô đốc, soái Thuần Vu Lượng, Đỗ Kham, Vương Lâm, Bùi Chi Hoành đông tiến dẹp Hầu Cảnh. Cảnh lấy Tống Tử Tiên làm tiền khu, chiếm cứ Dĩnh Châu. Nghe tin ấy, quân Tương Đông dừng lại ở Ba Lăng. Cảnh tự đem quân đến vây Ba Lăng, sai anh trai Lâm là Vương Tuần đến dưới thành khuyên hàng; Lâm nói: "Anh nhận lệnh dẹp giặc, không thể tử nạn, chẳng biết xấu hổ, còn muốn khuyên dụ." Lâm lấy cung đòi bắn, Tuần xấu hổ mà lui.
Cảnh thua chạy khỏi Ba Lăng, Lâm tiếp tục theo Vương Tăng Biện đông hạ. Năm Thừa Thánh đầu tiên (552), quân Tương Đông dẹp xong loạn Hầu Cảnh, Lâm nhờ công được làm Tương Châu thứ sử.

## Kích động Lục Nạp nổi loạn
Lâm quả quyết mạnh mẽ hơn người, còn có thể nhún mình mời gọi kẻ sĩ, được thưởng gì đều không đem về nhà. Dưới quyền Lâm có vạn người, phần nhiều là giặc cướp ở Giang Hoài. Xét công dẹp loạn Hầu Cảnh, Lâm cùng Đỗ Kham đều là hạng nhất, cậy được Tiêu Dịch sủng ái nên buông thả bạo ngược kinh đô Kiến Nghiệp. Vương Tăng Biện ngăn cấm không được, sợ họ làm loạn, tâu xin trị tội.
Lâm cũng ngờ có vạ, lệnh cho trưởng sử Lục Nạp soái bộ khúc đi trước đến Tương Châu, còn mình đi thuyền nhẹ về Giang Lăng tạ tội. Sắp lên đường, Lâm nói với bọn Nạp rằng: "Nếu tôi không về thì các anh sẽ làm gì?" Họ đều nói: "Xin chết." Rồi cùng chảy nước mắt mà từ biệt.
Tháng 10 ÂL năm ấy, Tiêu Dịch bắt Lâm hạ ngục, giết phó tướng của ông là Ân Yến. (Tháng 11 ÂL, Tiêu Dịch lên ngôi, tức là Lương Nguyên đế, đổi niên hiệu là Thừa Thánh.)  Nguyên đế sai Đình úy khanh Hoàng La Hán, Thái phủ khanh Trương Tái tuyên dụ quân đội của Lâm. Bọn Nạp cùng binh sĩ khóc đáp lại sứ giả, không chịu nhận mệnh, rồi bắt Hoàng La Hán, giết Trương Tái. Tái tính khắc bạc, được Nguyên đế tin cậy, bị người Kinh Châu ghét như kẻ thù, nên bọn Nạp nương theo lòng người, kéo ruột ông ta quấn vào chân ngựa mà ruổi đi. Ruột đứt thì Tái cũng hết hơi, thây còn bị xé làm 5 mảnh rồi chém đầu.
Nguyên Đế sai Vương Tăng Biện thảo phạt Nạp, bọn Nạp thua chạy đi Trường Sa. Bấy giờ binh thế của của Vũ Lăng vương Tiêu Kỷ rất thịnh, lại thêm chưa trấn áp được Tương Châu, khiến quan dân Giang Lăng sợ hãi, sanh lòng khác. Nạp tâu trình tội của Lâm, xin khôi phục bổn vị của ông, nguyện mãi làm nô tỳ. Tháng 6 năm thứ 2 (553), Nguyên Đế bèn cùm Lâm đưa đến Trường Sa, lệnh ông khuyên dụ Lục Nạp. Khi ấy phản quân ra ứng chiến, gặp lúc Lâm đến, Tăng Biện trèo lên xe lầu để bảo cho họ biết. Bọn Nạp vất qua mà lạy, toàn quân đều khóc, nói: "Xin cho Vương lang vào thành, chúng tôi lập tức ra hàng." Tăng Biện không đồng ý, muốn trả Lâm về Giang Lăng. Bấy giờ chiến sự với Tiêu Kỷ rất gấp, Nguyên đế đòi triệt binh ở Trường Sa, Tăng Biện sợ Lục Nạp chạy thoát, mới chịu thả Lâm vào thành, bọn Nạp bèn hàng. Tương Châu đã bình, Nguyên đế cho Lâm khôi phục bổn vị, sai ông tham gia chống trả Tiêu Kỷ.
Tháng 7 ÂL, quan quân bình được Tiêu Kỷ. Tháng 8 ÂL, Lâm được nhận chức Hành Châu thứ sử.

## Quay về miền đông báo thù
Nguyên đế tính đa nghi, thấy quân đội của Lâm cường thịnh, còn ông lại được lòng người, muốn tìm cớ đưa đi thật xa. Tháng 5 ÂL năm thứ 3 (554), đế đổi Quảng Châu thứ sử, Khúc Giang hầu Tiêu Bột làm Tấn Châu thứ sử, lấy Lâm thay làm Đô đốc, Quảng Châu thứ sử. Người Quảng Hán là Chủ thư Lý Ưng được đế tin dùng, Lâm vốn thân thiện với ông ta, bèn nói riêng với Ưng rằng: "Lâm là kẻ thấp hèn, chịu ơn cất nhắc, luôn muốn dốc tính mạng để báo ơn nước. Nay thiên hạ chưa yên, dời Lâm ra Lĩnh Ngoại, nếu vạn nhất có chuyện chẳng lành, làm sao Lâm ra sức? Thiết nghĩ ý của Quan chẳng qua là nghi ngờ Lâm. Ham muốn của Lâm có hạn, há cùng Quan tranh làm đế ru! Sao không lấy Lâm làm Ung Châu thứ sử, trấn Vũ Ninh, Lâm tự thả binh cày ruộng, vì nước giữ gìn!?" Ưng lấy làm phải nhưng không dám tâu lại với đế. Lâm đành đem bộ hạ đi Lĩnh Nam.
Tháng 11 ÂL, Giang Lăng bị quân Tây Ngụy vây bức, Nguyên đế trưng Lâm cứu viện, trừ làm Tương Châu thứ sử. Lâm đến Trường Sa, sai Trấn nam phủ trưởng sử Bùi Chánh báo tin cho Giang Lăng.
Tháng giêng ÂL năm Thiệu Thái đầu tiên (555), Lâm từ Tiểu Quế bắc tiến, đến Chưng Thành, nghe tin Giang Lăng thất thủ, bèn cử ai cho Nguyên đế, khiến ba quân mặc tang phục. Lâm sai biệt tướng Hầu Bình soái thủy quân đánh Giang Lăng (đang thuộc về Tây Lương Tuyên đế Tiêu Sát), còn mình truyền hịch đến các châu quận, tính kế tiến thủ. Trường Sa vương Tiêu Thiều cùng chư tướng ở thượng du tôn Lâm làm minh chủ. Tháng 8 ÂL, Lâm từ Chưng Thành quay về Trường Sa.
Tháng 10 ÂL, Trần Bá Tiên giết Vương Tăng Biện, lập Tiêu Phương Trí làm hoàng đế, tức là Lương Kính đế, (đổi niên hiệu là Thiệu Thái). Triều đình mới lấy Lâm làm Xa kỵ tướng quân, Khai phủ nghi đồng tam tư. Tháng 11 ÂL, Lâm phái bộ tướng là bọn Hầu Phương Nhân, Phan Thuần Đà tấn công Giang Lăng, bị tướng Tây Ngụy là bọn Đại tướng quân Đậu Lư Ninh đánh bại. Tháng 12 ÂL, Giao Châu thứ sử Lưu Nguyên Yển soái vài ngàn bộ hạ quy phụ Lâm.

## Đồng thời xưng thần 3 nước
Hầu Bình tuy chưa thể vượt sông, nhưng liên tiếp đánh bại quân Hậu Lương. Năm Thái Bình đầu tiên (556), Bình cho rằng binh oai của Lâm không ở gần, ngày càng không tiếp nhận sự chỉ huy của ông. Lâm sai tướng đánh dẹp; Bình giết Ba Châu trợ phòng Lữ Tuần, thu lực lượng của ông ta, chạy đi Giang Châu, kết làm anh em với Hầu Thiến. Binh thế của Lâm thêm suy, bèn sai sứ xin nghe theo Bắc Tề, còn hiến voi lành. Vào lúc Giang Lăng thất thủ, vợ của Lâm là Thái thị và con đích là Vương Nghị bị bắt; Lâm lại nạp khoản ở Tây Ngụy để cầu vợ con. Đồng thời, Lâm cũng xưng thần với triều đình của Kính đế.
Tháng 7 ÂL, tiền nhiệm Thiên Môn thái thú Phàn Nghị tập kích và giết chết Vũ Châu thứ sử, Hành Dương vương Tiêu Hộ, Lâm sai tư mã Phan Trung đánh bại và bắt sống Nghị. Trong tháng ấy, sứ giả Tây Ngụy là An Châu trưởng sử Kiềm Nhĩ Khang Mãi (họ kép Kiềm Nhĩ) đến, Lâm sai trưởng sử Tịch Khoát đáp lễ, còn xin lại linh cữu của Lương Nguyên đế và Mẫn Hoài thái tử Tiêu Phương Củ; quyền thần Vũ Văn Thái đồng ý.
Tháng 8 ÂL, Bà Dương vương Tiêu Tuần mất ở Giang Hạ, em trai Phong Thành hầu Tiêu Thái thay nắm Dĩnh Châu. Lâm sai Duyện Châu thứ sử Ngô Tàng tấn công Giang Hạ; Tàng thua trận mà chết. Trong tháng ấy, Tây Ngụy lấy Lâm làm Đại tướng quân, Trường Sa quận công. Tháng 9 ÂL, Lâm đem thủy quân tập kích Giang Hạ. Tháng 10 ÂL, Tiêu Thái dâng châu đầu hàng.
Tháng 11 ÂL, Kính đế trưng Lâm làm Thị trung, Tư không; ông không theo mệnh, để bộ tướng Phan Thuần Đà coi Dĩnh Châu, còn mình quay về Trường Sa. Trong tháng ấy, Tây Ngụy trả lại vợ con của Lâm. Ở Trường Sa, Lâm đóng nhiều hạm lầu, mưu tính dấy binh đánh quyền thần Trần Bá Tiên.
Tháng giêng năm Thái Bình thứ 2 (557), Vũ Văn Giác xưng Chu thiên vương, tức là Bắc Chu Hiếu Mẫn đế, giáng chiếu lấy Lâm làm Tư không, Phiếu kỵ đại tướng quân. Tháng 3 ÂL, Kính đế lấy Lâm làm Tương, Dĩnh 2 châu thứ sử. Tháng 6 ÂL, Trần Bá Tiên sai Hầu An Đô, Chu Văn Dục soái 2 vạn thủy quân, hội họp ở Vũ Xương để đánh dẹp Lâm. Tháng 8 ÂL, Bắc Chu trả linh cữu của Lương Nguyên đế và gia thuộc chư tướng hơn ngàn người cho Lâm.

## Phù Lương nỗ lực kháng Trần
Tháng 10 ÂL, Trần Bá Tiên soán ngôi nhà Lương, tức là Trần Vũ đế, đổi niên hiệu là Vĩnh Định. Hầu An Đô đến Vũ Xương, tướng của Lâm là Phàn Mãnh (em Phàn Nghị) bỏ thành mà chạy; Chu Văn Dục từ Dự Chương đến hội quân. Nghe tin Vũ đế lên ngôi, An Đô than rằng: "Chúng ta chuyến này ắt thua, ra quân không chính đáng đấy!" Quân Trần đến Dĩnh Châu, tướng của Lâm là Phan Thuần Đà từ xa bắn tên, khiến An Đô cả giận, tiến quân vây thành. An Đô chưa hạ được thành, nghe tin Lâm đến Phù Khẩu, bèn triệt vây, dốc toàn quân đến Độn Khẩu, chỉ sai Thẩm Thái đem 1 cánh quân giữ Hán Khúc. Quân Trần gặp gió lớn không thể tiến, thành ra đôi bên đối trận ở Độn Khẩu. Lâm giữ bờ đông, bọn An Đô giữ bờ tây, giằng co mấy ngày thì giao chiến. Lâm được khiêng bằng sập, cầm việt mà chỉ huy, đánh quân Trần đại bại, bắt sống phần lớn các tướng địch: Hầu An Đô, Chu Văn Dục, bọn bì tướng Từ Kính Thành, Chu Thiết Hổ, Trình Linh Tẩy, chỉ có Thẩm Thái chạy thoát. Lâm gặp mặt bọn họ, riêng Thiết Hổ nói năng bất khuất; ông cũng kết tội Thiết Hổ bội ơn tha chết của Vương Tăng Biện mà đầu hàng Trần Bá Tiên, đem chém ông ta. Lâm giam các tướng trong chiến hạm, sai hoạn quan thân tín Vương Tử Tấn trông coi. Sau đó Lâm dời quân phủ của Tương Châu về Dĩnh Thành.
Tháng giêng ÂL năm Thiên Khải đầu tiên (558), Lâm soái 10 vạn đại quân đông hạ, đến Bồn Thành, luyện binh ở Bạch Thủy phố. Sau khi tuần thị quân đội, Lâm nói: "Có thể làm đội quân cần vương rồi, Ôn Thái Chân (tức Ôn Kiệu) làm sao hơn được!" Bấy giờ Lâm và Trần Vũ đế đều muốn chiêu dụ Bắc Giang Châu thứ sử Lỗ Tất Đạt – người đang khống chế trung lưu Trường Giang, nhưng ông ta không tỏ thái độ. Trong tháng ấy, Lâm lại sai sứ thuyết phục Tất Đạt, ông ta rốt cục không theo. Đồng thời, Lâm sai ký thất Tông Khích đi sứ Bắc Tề, đón Vĩnh Gia vương Tiêu Trang (đang làm con tin ở đấy).
Bấy giờ Tân Ngô động chủ Dư Hiếu Khoảnh sai sa môn Đạo Lâm đến tố cáo với Lâm rằng bọn thủ lãnh ở Nam Giang là Hùng Đàm Lãng, Chu Địch sanh hai lòng; ông bèn sai bọn Khinh xa tướng quân Phàn Mãnh, Bình nam tướng quân Lý Hiếu Khâm, Bình đông tướng quân Lưu Quảng Đức đem 8000 binh đi chịu sự chỉ huy của Hiếu Khoảnh, tiến hành trấn áp bọn Đàm Lãng, Địch.
Tháng 2 ÂL, Bắc Tề phái binh hộ tống Tiêu Trang về đến Dĩnh Châu, đồng thời sai Trung thư lệnh Lý Đào Đồ sách bái Lâm làm Thừa tướng, Đô đốc trung ngoại chư quân, Lục thượng thư sự của nhà Lương, còn sai bọn Trung thư xá nhân Tân Khác, Du Thuyên Chi đem tỷ thư đến Giang Biểu úy lạo, từ Lâm trở xuống đều được ban thưởng. Lâm bèn sai cháu trai Vương Thúc Bảo soái con em của thứ sử 10 châu dưới quyền đi Nghiệp Thành làm con tin. Trong tháng ấy, Lâm phụng Trang lên ngôi ở Dĩnh Châu, đổi niên hiệu là Thiên Khải, đặt bách quan. Trang thụ Lâm làm Thị trung, Sứ trì tiết, Đại tướng quân, Trung thư giám, cải phong An Thành quận công, còn lại đều y theo sách mệnh của Bắc Tề. Như vậy Lâm được nắm trọn quân – chánh sự của chánh quyền mới.
Tháng 6 ÂL, Trần Vũ đế giáng chiếu cho Tư không Hầu Thiến và Lĩnh quân tướng quân Từ Độ lãnh thủy quân làm tiền quân đánh dẹp Lâm.
Tháng 7 ÂL, Cao Châu thứ sử Hoàng Pháp Cù, Ngô Hưng thái thú Thẩm Khác, Ninh Châu thứ sử Chu Phu hợp binh cứu Chu Địch, đánh bại và bắt sống bọn Dư Hiếu Khoảnh. Dư Hiếu Khoảnh và Lý Hiếu Khâm bị gởi về Kiến Khang, còn Phàn Mãnh được trả cho Lâm. Trong tháng ấy Trần Vũ đế sai Lại bộ thượng thư Tạ Triết đi tuyên dụ Lâm. Tháng 8 ÂL, bọn Hầu An Đô hối lộ Vương Tử Tấn, trốn thoát về Kiến Khang. Bấy giờ Lâm thông qua Tạ Triết thỉnh cầu lui về Tương Châu, Trần Vũ đế hạ chiếu truy hồi quân đội đánh dẹp ông.
Tháng 12 ÂL, Tây Lương Tuyên đế Tiêu Sát sai Đại tướng quân Vương Thao cướp bóc các quận dưới quyền Lâm là Trường Sa, Vũ Lăng, Nam Bình. Tháng 3 ÂL năm thứ 2 (559), Tiêu Trang đến Dĩnh Châu, sai sứ cống nạp cho Bắc Tề. Đồng thời, Lâm sai tướng Lôi Văn Sách tập kích và giết chết Giám Lợi thái thú Thái Đại Hữu của Tây Lương.
Tháng 6 ÂL năm thứ 2 (559), Trần Vũ đế băng, Trần Văn đế nối ngôi. Lâm nghe tin, bèn lấy người Ngô Quận là Thiếu phủ khanh Tôn Đãng làm Dĩnh Châu thứ sử, tổng lưu nhiệm, còn mình phụng Trang đến Nhu Tu khẩu; Bắc Tề cũng sai Dương Châu đạo hành đài Mộ Dung Nghiễm soái quân áp sát Trường Giang, làm thanh viện cho ông. Tháng 11 ÂL, Lâm xâm phạm Đại Lôi, tướng Trần là Hầu Thiến, Hầu An Đô, Từ Độ soái quân kháng cự. Tướng Trần là Ngô Minh Triệt nhân đêm tôi ngược dòng tập kích Bồn Thành, Lâm sai Ba Lăng thái thú Nhâm Trung đánh cho đại bại, một mình Minh Triệt trốn thoát. Lâm thừa thắng đưa quân đông hạ.
Tháng 2 ÂL năm thứ 3 (560), Lâm đến Sách Khẩu, bọn Hầu Thiến đồn trú Vu hồ, đôi bên giằng co hơn trăm ngày. Nước mùa xuân ở một dải Đông Quan  dần dâng cao, thuyền hạm có thể đi qua, Lâm soái quân đội ở một dải Hợp Phì, Sào hồ, đưa thuyền nối nhau xuôi dòng mà đi. Thiến tiến quân đến cù lao Hổ Hạm, Lâm cũng bày thuyền ở mặt tây Trường Giang, thả neo ở phía bên kia cù lao. Hôm sau, đôi bên giao chiến, quân đội của Lâm hơi lùi về bờ tây Trường Giang để tự bảo vệ. Trời chiều, gió đông bắc thổi mạnh, khiến thuyền hạm của Lâm đều hư hỏng, mắc cạn trong cát, gặp sóng lớn cũng không quay lại bến được. Đến sáng, gió lặng, Lâm về bến sửa thuyền, bọn Thiến cũng lui quân vào Vu hồ.
Bắc Chu nghe tin Lâm đông hạ, bèn sai Kinh Châu thứ sử Sử Ninh đem mấy vạn binh thừa hư tập kích Dĩnh Châu, Tôn Đãng đóng cửa cố thủ. Lâm nghe tin, sợ lòng người tan rã, nên khẩn cấp đưa thủy quân đông hạ, cách Vu hồ 10 dặm thì đỗ thuyền, đánh kẻng báo cho quân Trần biết. Bắc Tề sai Nghi đồng tam tư Lưu Bá Cầu soái hơn thủy quân trợ chiến, còn con trai của Hành đài Mộ Dung Thị Đức là Mộ Dung Tử Hội soái 2000 thiết kỵ đồn trú ở bờ tây Vu hồ để thanh viện cho Lâm.
Ngày 14 ÂL tháng ấy, gió tây nam nổi lớn, Lâm cho rằng đây là trời giúp, đưa quân nhắm thẳng Kiến Khang; bọn Hầu Thiến đưa quân từ Vu hồ chạy ra, đuổi nà theo sau. Gió tây nam hóa ra lợi cho Thiến: Lâm ném đuốc vào thuyền quân Trần, nhưng cháy ngược lại thuyền của mình. Thiến phát lệnh tấn công, lấy thuyền nhỏ mông xung trùm da trâu xô vào chiến hạm của Lâm, đem dầu nóng vẩy sang. Quân Lương đại bại, chết đuối 2, 3 phần 10, còn lại bỏ thuyền lên bờ, cũng bị quân Trần giết sạch. Kỵ binh của Bắc Tề dẫm đạp lên nhau, đều vùi trong đầm lầy cỏ lau; kỵ binh bỏ ngựa thoát thân, được chừng 2, 3 phần 10. Tướng Tề là Bá Cầu, Tử Hội đều bị bắt, lính Tề tổn thất hàng vạn. Quân Trần thu hết lương thực, khí giới của liên quân Lương – Tề. Lâm cưỡi trách mãnh (1 loại thuyền nhỏ) xông ra khỏi trận, đến Bồn Thành, muốn thu thập tàn binh, nhưng không ai chịu theo. Lâm chỉ đem vợ con và thân tín hơn 10 người chạy sang Tề.
Ban đầu Lâm mệnh Tả trưởng sử Viên Bí, Ngự sử trung thừa Lưu Trọng Uy bảo vệ Tiêu Trang. Khi Lâm thua trận, mọi người ly tán, bọn Bí dùng thuyền nhẹ đưa Trang vào đất Tề, rồi Bí từ biệt mà quay về đầu hàng nhà Trần, còn Trọng Uy tiếp tục đưa Trang vào Lịch Dương, rồi đến Thọ Dương, hội họp với Lâm cùng đi Nghiệp đô.

## Phụng Tề tiếp tục kháng Trần
Tháng giêng ÂL năm Hoàng Kiến thứ 2 nhà Bắc Tề (561), Hiếu Chiêu đế sai Lâm ra Hợp Phì, tập hợp bộ hạ cũ, mưu đồ tiến thủ. Lâm bèn đóng thuyền, chia người chiêu mộ dân chúng Hoài Nam, bọn họ đều nguyện ra sức vì ông. Hợp Châu thứ sử Bùi Cảnh Huy là con rể của Vương Mẫn – anh trai của Lâm, xin lấy tư thuộc làm hướng đạo cho quân Tề, Hiếu Chiêu đế ủy thác cho Lâm cùng Hành đài tả thừa Lư Tiềm tiếp ứng. Lâm dùng dằng không quyết, Cảnh Huy sợ chuyện bị tiết lộ, ra mặt bỏ chạy sang Tề. Hiếu Chiêu đế ban cho Lâm tỷ thư, trấn thủ Thọ Dương, cho phép tướng lãnh cũ (đang ở Nghiệp đô) đều được đi theo ông, trừ làm Phiếu kỵ đại tướng quân, Khai phủ nghi đồng tam tư, Dương Châu thứ sử, phong tước Hội Kê quận công. Hiếu Chiêu đế còn tăng quân hướng của Lâm, ban 1 bộ nhạc nao xuy. Lâm giữ nghiêm hai quân thủy lục, chuẩn bị tùy cơ mà động. Gặp lúc Nam Trần hòa hảo với Bắc Tề, triều đình Bắc Tề khiến Lâm tính lại kế hoạch.
Lâm ở Thọ Dương, cùng Lư Tiềm không hợp, ngày càng mâu thuẫn, nên bị triệu về Nghiệp. Bắc Tề Vũ Thành đế để yên không hỏi, trừ Lâm làm Thương Châu thứ sử. Sau đó Lâm được làm đặc tiến, thị trung. Nóc nhà của Lâm vô cớ vỡ toác, trào ra vài thăng dòi màu đỏ, rơi xuống đất thì hóa thành máu. Cái ao ngoài cửa nhà của Lâm có rồng bay ra, mây mù nổi lên, ban ngày trở nên tối tăm. Tháng 3 ÂL năm Vũ Bình thứ 3 (573), tướng Trần là Ngô Minh Triệt bắc phạt, Bắc Tề Hậu chủ sắc bọn Lĩnh quân tướng quân Úy Phá Hồ cứu viện Tần Châu, lệnh cho Lâm tham mưu. Lâm nói với thân tín rằng: "Bây giờ Thái Tuế ở đông nam, sao Tuế giữ vị trí của Ngưu Đẩu, Thái Bạch đã lên cao, đều làm lợi cho khách, bọn ta sẽ gặp thất bại."  Lại nói với Phá Hồ rằng: "Binh của họ Ngô rất tinh nhuệ, nên tính kế lâu dài để chống lại hắn, cẩn thận chớ khinh xuất ra đánh." Tháng 4 ÂL, Phá Hồ không nghe, ra đánh, dẫn đến đại bại, toàn quân bị diệt. Lâm một mình một ngựa đột vây, chạy về Bành Thành.
Triều đình Bắc Tề lệnh cho Lâm lập tức đến Thọ Dương chiêu binh chống lại quân Trần, lấy Lư Tiềm làm Dương Châu đạo Hành đài thượng thư, còn tiến phong ông làm Ba Lăng quận vương. Tháng 7 ÂL, Lâm cùng Dương Châu thứ sử Vương Quý Hiển giữ quách ngoài, Ngô Minh Triệt cho rằng ông mới đến, chưa củng cố lòng người, nhân đêm tối tấn công. Quách vỡ, quân Tề lui về thành Tướng Quốc và kim thành . Ngô Minh Triệt thừa thắng bao vây, dẫn Phì Thùy rót vào thành. Tướng Tề là bọn Hành đài Hữu bộc xạ Bì Cảnh Hòa đem vài mươi vạn quân cứu viện, cách thành 30 dặm thì dừng lại. Minh Triệt khẳng định bọn họ không dám tiến quân, bèn đêm ngày công kích. Thành bị thủy khí xâm nhập, mọi người đều bị phù thũng, bệnh nhân và xác chết gối đầu lên nhau. Tháng 10 ÂL, thành vỡ, quân Trần bắt được Lâm, Lư Tiềm, Vương Quý Hiển cùng Phù Phong vương Khả Chu Hồn Đạo Dụ và Thượng thư tả thừa Lý Đào Đồ.

## Hậu sự
Trăm họ đều khóc lóc đi theo Lâm không rời; binh tướng Trần có nhiều bộ hạ cũ của ông, trông thấy ông thì sụt sùi, không dám ngẩng nhìn, tranh nhau thăm hỏi và chu cấp cho ông. Minh Triệt sợ Lâm gây biến, bèn đem giết chết ở phía đông bắc cách thành Thọ Dương 20 dặm; khi ấy Lâm được 48 tuổi. Tiếng thương khóc vang như sấm, có ông già đem rượu thịt đến tế, khóc rất bi ai, thu lấy máu của Lâm mà đi.
Đầu của Lâm được gởi về Kiến Khang, đem bêu ở chợ. Lại cũ của Lâm là Phiếu kỵ phủ Thương tào tham quân Chu Đãng gởi thư cho Thượng thư bộc xạ Từ Lăng nhà Trần xin đầu của ông. Lăng khen chí tiết của Đãng, mà Ngô Minh Triệt cũng mấy lần mơ thấy Lâm tìm đầu, đều xin hoàng đế đồng ý. Đãng cùng bọn Khai phủ chủ bộ Lưu Thiều Tuệ đem đầu của Lâm về Hoài Nam, chôn tạm ở sườn núi Bát Công, người quen cũ tham gia chôn cất có đến vài ngàn. Bọn Đãng lẻn về Bắc Tề, bàn việc đưa tang. Sau đó người Dương Châu là bọn Mao Trí Thắng 5 người bí mật đưa linh cữu của Lâm về Nghiệp đô. Nhà Bắc Tề tặng Lâm quan chức Thập ngũ châu chư quân sự, Dương Châu thứ sử, thị trung, đặc tiến, khai phủ, lục thượng thư sự, thụy là Trung Vũ vương, cấp xe Ôn Lương làm lễ tang.

## Đánh giá
Sử cũ cho biết Lâm có ngoại hình nhàn nhã, tóc dài chấm đất, vui giận không lộ ra mặt. Tuy Lâm không học hành gì, nhưng sáng suốt nhớ dai, quân phủ có hơn nghìn phụ tá, vẫn có thể nhớ rõ danh tính của họ. Lâm không lạm hình phạt, khinh tài ái sĩ, nên được lòng sĩ tốt. Lâm sớm được làm tướng soái, trải qua nhiều phen ly loạn, luôn giữ được tiết tháo trung nghĩa. Tuy sự nghiệp của Lâm không thành, nhưng vẫn được người Tề xem trọng, đãi ngộ rất hậu. Khi Lâm bị bắt, Ngô Minh Triệt ban đầu muốn tha chết, lại thấy ông quá được lòng người, nên kiêng kỵ mà giết đi. Người ở chốn thảo dã, quen hay không quen Lâm, nghe tin dữ, chẳng ai không rơi nước mắt.
Lý Duyên Thọ bình xét: Vương Lâm là bậc trung tiết thời loạn, có chí rửa nhục thù, nhưng trời đang giúp nhà Trần, việc nghĩa khó thi hành, gặp lúc nước nhà sụp đổ, há một cái cây có thể chống đỡ được!? 

## Gia đình
Lâm có mười bảy con trai. Con trưởng là Kính, được thừa kế vương tước ở Tề, thời Hậu chủ được làm đến Thông trực thường thị. Con trai thứ chín là Diễn, thời Tùy Văn đế được làm Khai phủ nghi đồng tam tư nhà Tùy; đầu thời Dạng đế, mất khi đang ở chức Du Châu thứ sử.